# Barouka (obwód mohylewski)
Barouka (biał. Бароўка; ros. Боровка) – wieś na Białorusi, w obwodzie mohylewskim, w rejonie mohylewskim, w sielsowiecie Sidarawiczy.